# Kazajistán en los Juegos Paralímpicos de Río de Janeiro 2016
Kazajistán estuvo representado en los Juegos Paralímpicos de Río de Janeiro 2016 por once deportistas, siete hombres y cuatro mujeres.

## Medallistas
El equipo paralímpico kazajo obtuvo las siguientes medallas:
| Nombre               | Deporte                   | Evento                  |
| -------------------- | ------------------------- | ----------------------- |
| Oro                  |                           |                         |
| Zulfiya Gabidullina  | Natación                  | 100 m libre S3 femenino |
| Plata                |                           |                         |
| Raushan Koishibayeva | Levantamiento de potencia | –67 kg femenino         |
| Bronce               |                           |                         |
| —                    |                           |                         |